# 沐姓
沐姓是一個中文罕有姓氏，不在《百家姓》之列。

## 起源
沐姓的起源傳說，大都指是源於端木姓。《通志·氏族略》載：「漢有沐寵，為東平太守。狀云：端木賜之後，避難改為沐氏。」 又《東魯端木氏小宗家譜》載：「為避難，將木氏改為沐氏。端木，古又稱端沐。」沐姓於明代因沐英而成為雲南望族，詳見明黔國公世系圖。

## 名人
- 沐寵，漢代官員，官至東平太守。
- 沐并，三國時曹魏濟陰太守。
- 沐英，明代初年開國名將。
- 沐春，沐英長子，明代重要將領。
- 沐晟，沐英次子，明代將領。
- 沐昂，沐英幼子，明代將領。
- 沐天波，沐英十一世孫，明代將領。
- 沐平波，臺灣桃園縣第十六、十七屆縣議員。
- 沐巨樑，滇東人，金門戰役首功部隊，戰三團，戰一營，戰一連，22號M5A1戰車車長。[1][2]
- 沐桂新，臺灣台中市前都發局長。

## 虛構人物
- 沐劍屏，金庸小說《鹿鼎記》中的虛構人物，設定為沐英後人。

## 地望分佈
- 漢代河間郡，即今河北省河間市一帶

## 延伸阅读
[在维基数据编辑]
 《欽定古今圖書集成·明倫彙編·氏族典·沐姓部》，出自陈梦雷《古今圖書集成》
1. ↑  . BLACK WATER MUSEUM. 2022-07-01  [2022-07-02]. （原始内容存档于2022-07-02） （中文）.
2. ↑  . BLACK WATER MUSEUM. 2022-07-01  [2022-07-02]. （原始内容存档于2022-07-03） （中文）.